# Atrina oldroydii
Atrina oldroydii är en musselart som beskrevs av Dall 1901. Atrina oldroydii ingår i släktet Atrina och familjen Pinnidae. Inga underarter finns listade i Catalogue of Life.